# Norvégia a 2004. évi nyári olimpiai játékokon
Norvégia a görögországi Athénban megrendezett 2004. évi nyári olimpiai játékok egyik részt vevő nemzete volt. Az országot az olimpián 12 sportágban 52 sportoló képviselte, akik összesen 6 érmet szereztek.

## Érmesek
| Érem  | Versenyző                              | Sportág      | Versenyszám               |
| ----- | -------------------------------------- | ------------ | ------------------------- |
| Arany | Andreas Thorkildsen                    | Atlétika     | Férfi gerelyhajítás       |
| Arany | Olaf Tufte                             | Evezés       | Férfi egypárevezős        |
| Arany | Eirik Verås Larsen                     | Kajak-kenu   | Férfi kajak egyes 1000 m  |
| Arany | Gunn Rita Dahle-Flesjå                 | Kerékpározás | Női terep-kerékpározás    |
| Arany | Siren Sundby                           | Vitorlázás   | Női europe                |
| Bronz | Eirik Verås Larsen Nils Olav Fjeldheim | Kajak-kenu   | Férfi kajak kettes 1000 m |

## Atlétika
Férfi
| Versenyző     | Versenyszám     | Előfutam | Előfutam | Előfutam | Döntő   | Döntő    |
| Versenyző     | Versenyszám     | Idő      | Hely.    | Össz.    | Idő     | Helyezés |
| ------------- | --------------- | -------- | -------- | -------- | ------- | -------- |
| Marius Bakken | 5000 m          | 13:36,38 | 12.      | 25.      | kiesett | kiesett  |
| Jim Svenøy    | 3000 m akadály  | 8:33,97  | 10.      | 29.      | kiesett | kiesett  |
| Trond Nymark  | 50 km gyaloglás |          |          |          | 3:53:20 | 13.      |

| Versenyző           | Versenyszám   | Selejtező | Selejtező | Döntő    | Döntő    |
| Versenyző           | Versenyszám   | Eredmény  | Helyezés  | Eredmény | Helyezés |
| ------------------- | ------------- | --------- | --------- | -------- | -------- |
| Andreas Thorkildsen | Gerelyhajítás | 81,74 m   | 8.        | 86,50 m  |          |
| Ronny Nilsen        | Gerelyhajítás | 73,46 m   | 27.       | kiesett  | kiesett  |

| Versenyző       | Versenyszám | 100 m | 100 m | Távolugrás | Távolugrás | Súlylökés | Súlylökés | Magasugrás | Magasugrás | 400 m | 400 m | 110 m gát | 110 m gát | Diszkoszvetés | Diszkoszvetés | Rúdugrás | Rúdugrás | Gerelyhajítás | Gerelyhajítás | 1500 m  | 1500 m | Végeredmény | Végeredmény |
| Versenyző       | Versenyszám | Idő   | Pont  | Eredmény   | Pont       | Eredmény  | Pont      | Eredmény   | Pont       | Idő   | Pont  | Idő       | Pont      | Eredmény      | Pont          | Eredmény | Pont     | Eredmény      | Pont          | Idő     | Pont   | Pont        | Helyezés    |
| --------------- | ----------- | ----- | ----- | ---------- | ---------- | --------- | --------- | ---------- | ---------- | ----- | ----- | --------- | --------- | ------------- | ------------- | -------- | -------- | ------------- | ------------- | ------- | ------ | ----------- | ----------- |
| Hans Olav Uldal | Tízpróba    | 11,23 | 810   | 699 cm     | 811        | 13,53 m   | 700       | 185 cm     | 670        | 50,95 | 771   | 15,09     | 839       | 43,01 m       | 726           | 450 cm   | 760      | 60,00 m       | 738           | 4:41,70 | 670    | 7495        | 27.         |

Női
| Versenyző             | Versenyszám     | Előfutam | Előfutam | Előfutam | Elődöntő | Elődöntő | Elődöntő | Döntő   | Döntő    |
| Versenyző             | Versenyszám     | Idő      | Hely.    | Össz.    | Idő      | Hely.    | Össz.    | Idő     | Helyezés |
| --------------------- | --------------- | -------- | -------- | -------- | -------- | -------- | -------- | ------- | -------- |
| Trine Pilskog         | 1500 m          | 4:08,61  | 10.      | 28.      | kiesett  | kiesett  | kiesett  | kiesett | kiesett  |
| Kjersti Tysse Plätzer | 20 km gyaloglás |          |          |          |          |          |          | 1:30:49 | 12.      |
| Stine Larsen          | Maraton         |          |          |          |          |          |          | 2:39,55 | 24.      |

## Birkózás

### Férfi
Kötöttfogású
| Versenyző   | Versenyszám | Csoportkör                                                                 | Csoportkör | Negyeddöntő       | Elődöntő          | Bronz- mérkőzés   | Döntő             | Helyezés |
| Versenyző   | Versenyszám | Ellenfél Eredmény                                                          | Hely.      | Ellenfél Eredmény | Ellenfél Eredmény | Ellenfél Eredmény | Ellenfél Eredmény | Helyezés |
| ----------- | ----------- | -------------------------------------------------------------------------- | ---------- | ----------------- | ----------------- | ----------------- | ----------------- | -------- |
| Fritz Aanes | 84 kg       | C csoport · Dimítriosz Avrámisz (GRE) · 1-5 · Behruz Dzsamsidi (IRI) · 0-3 | 3.         | kiesett           | kiesett           | kiesett           | kiesett           | 15.      |

## Evezés
Férfi
| Versenyző                           | Versenyszám  | Előfutam | Előfutam | Vigaszág | Vigaszág | Elődöntő | Elődöntő | Elődöntő | Döntő | Döntő   | Döntő | Helyezés |
| Versenyző                           | Versenyszám  | Idő      | Hely.    | Idő      | Hely.    | Típus    | Idő      | Hely.    | Típus | Idő     | Hely. | Helyezés |
| ----------------------------------- | ------------ | -------- | -------- | -------- | -------- | -------- | -------- | -------- | ----- | ------- | ----- | -------- |
| Olaf Tufte                          | Egypárevezős | 7:12,53  | 1.       |          |          | A/B/C    | 6:50,55  | 1.       | A     | 6:49,30 | 1.    |          |
| Nils-Torolv Simonsen Morten Adamsen | Kétpárevezős | 6:49,90  | 1.       |          |          | A/B      | 6:14,69  | 3.*      | A     | 6:37,25 | 7.    | 7.       |

* - egy másik párossal azonos időt értek el

## Kajak-kenu

### Síkvízi
Férfi
| Versenyző                                                    | Versenyszám         | Előfutam | Előfutam | Előfutam | Elődöntő | Elődöntő | Elődöntő | Döntő    | Döntő    |
| Versenyző                                                    | Versenyszám         | Idő      | Hely.    | Össz.    | Idő      | Hely.    | Össz.    | Idő      | Helyezés |
| ------------------------------------------------------------ | ------------------- | -------- | -------- | -------- | -------- | -------- | -------- | -------- | -------- |
| Eirik Verås Larsen                                           | Kajak egyes 500 m   | 1:36,905 | 1.       | 1.       | 1:38,361 | 1.       | 1.       | 1:38,667 | 4.       |
| Eirik Verås Larsen                                           | Kajak egyes 1000 m  | 3:25,150 | 1. D     | 4.       |          |          |          | 3:25,897 |          |
| Eirik Verås Larsen Nils Olav Fjeldheim                       | Kajak kettes 1000 m | 3:09,247 | 1. D     | 1.       |          |          |          | 3:19,528 |          |
| Jacob Norenberg Alexander Wefald Andreas Gjersøe Mattis Næss | Kajak négyes 1000 m | 2:54,894 | 4.       | 6.       | 2:54,350 | 2.       | 2.       | 3:01,698 | 5.       |

## Kerékpározás

### Hegyi-kerékpározás
| Versenyző              | Versenyszám      | Idő     | Helyezés |
| ---------------------- | ---------------- | ------- | -------- |
| Gunn Rita Dahle-Flesjå | Női terepverseny | 1:56:51 |          |

### Országúti kerékpározás
Férfi
| Versenyző         | Versenyszám   | Idő                   | Helyezés      |
| ----------------- | ------------- | --------------------- | ------------- |
| Morten Hegreberg  | Mezőnyverseny | nem ért célba         | nem ért célba |
| Mads Kaggestad    | Mezőnyverseny | nem ért célba         | nem ért célba |
| Kurt Asle Arvesen | Mezőnyverseny | 5:41:56 (+0:12)       | 9.            |
| Kurt Asle Arvesen | Időfutam      | 1:02:21,28 (+4:49,54) | 28.           |
| Thor Hushovd      | Időfutam      | 1:03:10,36 (+5:38,62) | 32.           |
| Thor Hushovd      | Mezőnyverseny | nem ért célba         | nem ért célba |

Női
| Versenyző   | Versenyszám   | Idő                 | Helyezés |
| ----------- | ------------- | ------------------- | -------- |
| Lene Byberg | Mezőnyverseny | 3:33:35 (+9:11)     | 48.      |
| Linn Torp   | Mezőnyverseny | 3:40:43 (+16:19)    | 53.      |
| Anita Valen | Mezőnyverseny | 3:25:42 (+1:18)     | 14.      |
| Anita Valen | Időfutam      | 34:31,94 (+3:20,41) | 22.      |

## Röplabda

### Strandröplabda

#### Férfi
| Versenyző                       | Csoportkör | Csoportkör | Nyolcaddöntő                                                        | Negyeddöntő       | Elődöntő          | Döntő             | Helyezés |
| Versenyző                       | Ellenfél Eredmény | Hely.      | Ellenfél Eredmény                                                   | Ellenfél Eredmény | Ellenfél Eredmény | Ellenfél Eredmény | Helyezés |
| ------------------------------- | --- | ---------- | ------------------------------------------------------------------- | ----------------- | ----------------- | ----------------- | -------- |
| Bjorn Maaseide Iver Horrem      | A csoport · Brazília (BRA) · Emanuel Rego · Ricardo Santos · 15-21, 21-19, 10-15 · Egyesült Államok (USA) · Dax Holdren · Stein Metzger · 14-21, 21-15, 16-14 · Ausztrália (AUS) · Andrew Schacht · Joshua Slack · 18-21, 17-21  | 4.         | kiesett                                                             | kiesett           | kiesett           | kiesett           | 19.      |
| Vegard Hoidalen Jorre Kjemperud | D csoport · Svédország (SWE) · Bjorn Berg · Simon Dahl · 13-21, 18-21 · Puerto Rico (PUR) · Raul Papaleo · Ramon Hernandez · 18-21, 21-19, 15-10 · Németország (GER) · Markus Dieckmann · Jonas Reckermann · 22-24, 26-24, 15-13 | 3.         | Brazília (BRA) · Emanuel Rego · Ricardo Santos · 15-21, 21-19, 6-15 | kiesett           | kiesett           | kiesett           | 9.       |

#### Női
| Versenyző                         | Csoportkör | Csoportkör | Nyolcaddöntő      | Negyeddöntő       | Elődöntő          | Döntő             | Helyezés |
| Versenyző                         | Ellenfél Eredmény | Hely.      | Ellenfél Eredmény | Ellenfél Eredmény | Ellenfél Eredmény | Ellenfél Eredmény | Helyezés |
| --------------------------------- | --- | ---------- | ----------------- | ----------------- | ----------------- | ----------------- | -------- |
| Nila Ann Hakedal Ingrid Torlen    | C csoport · Brazília (BRA) · Ana Paula Connelly · Sandra Pires · 18-21, 19-21 · Németország (GER) · Susanne Lahme · Danja Musch · 13-21, 21-17, 15-12 · Görögország (GRE) · Vaszilikí Arvaníti · Efthália Kutrumanídu · 11-21, 23-21, 12-15 | 4.         | kiesett           | kiesett           | kiesett           | kiesett           | 19.      |
| Susanne Glesnes Kathrine Maaseide | D csoport · Egyesült Államok (USA) · Holly McPeak · Elaine Youngs · 14-21, 14-21 · Svájc (SUI) · Simone Kuhn · Nicole Schnyder-Benoit · 21-18, 17-21, 15-13 · Kanada (CAN) · Guylaine Dumont · Annie Martin · 19-21, 27-29                  | 3.         | kiesett           | kiesett           | kiesett           | kiesett           | 17.      |

## Sportlövészet
Férfi
| Versenyző            | Versenyszám           | Selejtező | Selejtező | Döntő   | Döntő    |
| Versenyző            | Versenyszám           | Pont      | Helyezés  | Pont    | Helyezés |
| -------------------- | --------------------- | --------- | --------- | ------- | -------- |
| Espen Berg-Knutsen   | Légpuska              | 584       | 41.*      | kiesett | kiesett  |
| Espen Berg-Knutsen   | Sportpuska, fekvő     | 592       | 16.****   | kiesett | kiesett  |
| Espen Berg-Knutsen   | Sportpuska, összetett | 1156      | 22.*      | kiesett | kiesett  |
| Harald Stenvaag      | Sportpuska, összetett | 1149      | 30.       | kiesett | kiesett  |
| Harald Stenvaag      | Sportpuska, fekvő     | 592       | 16.****   | kiesett | kiesett  |
| Leif Steinar Rolland | Légpuska              | 592       | 18.**     | kiesett | kiesett  |
| Harald Jensen        | Skeet                 | 122       | 6.        | 145     | 6.       |
| Erik Watndal         | Skeet                 | 121       | 8.***     | kiesett | kiesett  |

* - egy másik versenyzővel azonos eredményt ért el

** - három másik versenyzővel azonos eredményt ért el

*** - hat másik versenyzővel azonos eredményt ért el

**** - hét másik versenyzővel azonos eredményt ért el

## Súlyemelés
Férfi
| Versenyző      | Versenyszám | Szakítás | Szakítás | Lökés                    | Lökés                    | Összesen | Helyezés |
| Versenyző      | Versenyszám | Eredmény | Helyezés | Eredmény                 | Helyezés                 | Összesen | Helyezés |
| -------------- | ----------- | -------- | -------- | ------------------------ | ------------------------ | -------- | -------- |
| Stian Grimseth | +105 kg     | 185,0    | 12.*     | érvényes kísérlet nélkül | érvényes kísérlet nélkül | kiesett  | kiesett  |

* - egy másik versenyzővel azonos eredményt ért el

## Taekwondo
Női
| Versenyző    | Versenyszám | Nyolcaddöntő             | Negyeddöntő        | Elődöntő          | Vigaszág első kör           | Vigaszág elődöntő | Bronz- mérkőzés   | Döntő             | Helyezés |
| Versenyző    | Versenyszám | Ellenfél Eredmény        | Ellenfél Eredmény  | Ellenfél Eredmény | Ellenfél Eredmény           | Ellenfél Eredmény | Ellenfél Eredmény | Ellenfél Eredmény | Helyezés |
| ------------ | ----------- | ------------------------ | ------------------ | ----------------- | --------------------------- | ----------------- | ----------------- | ----------------- | -------- |
| Nina Solheim | Váltósúly   | Sandra Šarić (CRO) · 5-2 | Lo Vej (CHN) · RSC |                   | Hvang Gjongszon (KOR) · WDR | kiesett           | kiesett           |                   | 7.       |

RSC - a játékvezető megállította a mérkőzést

WDR - visszalépett

## Tollaslabda
| Versenyző          | Versenyszám | 32-es főtábla                       | Nyolcaddöntő                        | Negyeddöntő       | Elődöntő          | Bronz- mérkőzés   | Döntő             | Helyezés |
| Versenyző          | Versenyszám | Ellenfél Eredmény                   | Ellenfél Eredmény                   | Ellenfél Eredmény | Ellenfél Eredmény | Ellenfél Eredmény | Ellenfél Eredmény | Helyezés |
| ------------------ | ----------- | ----------------------------------- | ----------------------------------- | ----------------- | ----------------- | ----------------- | ----------------- | -------- |
| Jim Ronny Andersen | Férfi egyes | Pedro Yang (GUA) · 15-9, 8-15, 15-6 | Sony Dwi Kuncoro (INA) · 7-15, 6-15 | kiesett           | kiesett           | kiesett           | kiesett           | 9.       |

## Úszás
Férfi
| Versenyző          | Versenyszám | Előfutam | Előfutam | Előfutam | Elődöntő | Elődöntő | Elődöntő | Döntő   | Döntő    |
| Versenyző          | Versenyszám | Idő      | Hely.    | Össz.    | Idő      | Hely.    | Össz.    | Idő     | Helyezés |
| ------------------ | ----------- | -------- | -------- | -------- | -------- | -------- | -------- | ------- | -------- |
| Alexander Dale Oen | 100 m mell  | 1:02,25  | 8.       | 21.      | kiesett  | kiesett  | kiesett  | kiesett | kiesett  |

## Vitorlázás
Női
| Versenyző                                                    | Versenyszám     | Futam | Futam | Futam    | Futam | Futam | Futam | Futam | Futam | Futam | Futam | Futam | Pontszám | Helyezés |
| Versenyző                                                    | Versenyszám     | 1     | 2     | 3        | 4     | 5     | 6     | 7     | 8     | 9     | 10    | 11    | Pontszám | Helyezés |
| ------------------------------------------------------------ | --------------- | ----- | ----- | -------- | ----- | ----- | ----- | ----- | ----- | ----- | ----- | ----- | -------- | -------- |
| Jannicke Stålstrøm                                           | Szörfvitorlázás | 9     | 3     | 7        | 15    | 14    | 12    | 11    | 8     | 14    | 14    | 27    | 107      | 11.      |
| Siren Sundby                                                 | Europe          | 1     | 3     | kizárták | 1     | 19    | 4     | 4     | 1     | 1     | 1     | 12    | 47       |          |
| Karianne Eikeland Beate Kristiansen Lise Birgitte Fredriksen | Yngling         | 14    | 13    | 4        | 6     | 10    | 1     | 14    | 8     | 9     | 15    | 6     | 85       | 9.       |

Nyílt
| Versenyző                      | Versenyszám        | Futam | Futam | Futam | Futam | Futam | Futam | Futam | Futam | Futam | Futam    | Futam | Futam | Futam | Futam | Futam | Futam | Pontszám | Helyezés |
| Versenyző                      | Versenyszám        | 1     | 2     | 3     | 4     | 5     | 6     | 7     | 8     | 9     | 10       | 11    | 12    | 13    | 14    | 15    | 16    | Pontszám | Helyezés |
| ------------------------------ | ------------------ | ----- | ----- | ----- | ----- | ----- | ----- | ----- | ----- | ----- | -------- | ----- | ----- | ----- | ----- | ----- | ----- | -------- | -------- |
| Peer Moberg                    | Laser              | 7     | 18    | 37    | 23    | 12    | 26    | 34    | 14    | 3     | kizárták | 24    |       |       |       |       |       | 198      | 21.      |
| Christoffer Sundby Frode Bovim | Könnyű 49-es dingi | 1     | 3     | 9     | 20    | 6     | 4     | 13    | 8     | 15    | 11       | 6     | 9     | 11    | 3     | 2     | 2     | 88       | 4.       |